# 朱天俸
朱天俸（1514年—？），字子學，號一槐，忠義後衛軍籍直隸大名府濬縣人，明朝政治人物。

## 生平
嘉靖十六年（1537年）丁酉科順天鄉試第七名舉人，二十六年（1547年）中式丁未科會試第一百九名，二甲第八十二名進士。吏部觀政，本年丁父憂，二十八年授户部主事，升郎中、山东按察司佥事、山西布政使司参议、山西按察司副使、奉敕整飭偏寧石隰等處兵備。隆慶元年（1567年）因嘉靖中审讯锦衣经历沈鍊一案，被认为是嚴嵩党羽，被逮捕至京问罪，二年（1568年）二月与佥事许用中并被免死，发边卫充军。

## 家族
曾祖朱紹；祖父朱榮；父朱鑑（1482年-1547年），字朝用，號濬涯，贈承德郎戶部主事。前母林氏；母林氏；繼母謝氏、柴氏。嚴侍下。兄朱天禄、弟朱天叙。子朱應轂、朱應輔。